# Ca l'Heredia
Ca l'Heredia és una casa de Cantallops (Alt Empordà) inclosa a l'Inventari del Patrimoni Arquitectònic de Catalunya.

## Descripció
Casa aïllada situada a prop de l'ajuntament. És una casa de planta baixa i pis amb accés a través d'un petit replà que dona lloc a dues escales, una a cada costat, que porten al primer pis. Aquest primer pis té dues portes i dues finestres rectangulars. L'accés al primer pis es fa a través de dos porxos, que tenen una porta amb arc rebaixat cadascun. El paredat de tota la casa és de pedra, i el cobriment és a dues vessants.